# Michel Thériault (canoniste)
Pour les articles homonymes, voir Michel Thériault et Thériault.
Michel Thériault (Toronto 1942 - Ottawa 2000) est un canoniste canadien de réputation internationale. Il était le fils d'Yves Thériault et de Michelle Thériault (Germaine Blanchet), le neveu de Jacques Blanchet et le frère de Marie José Thériault.

## Biographie
Après des études primaires et classiques au Québec et en Italie (où il effectue de longs séjours avec ou sans sa famille), il obtient un doctorat en droit canonique en 1967 de l’Université pontificale Saint-Thomas-d'Aquin à Rome (l’Angélique), un baccalauréat en bibliothéconomie de l’Université de Toronto en 1969 et une maîtrise de l’Université McGill en 1976. Polyglotte comme sa sœur, il parle couramment le français, l’anglais et l’italien ; il se débrouille aussi en espagnol et possède une connaissance d’usage du latin théologique et philosophique. Il est bibliothécaire professionnel à l’Université de Montréal (1969-1975), ainsi qu’à la Bibliothèque nationale du Canada (1975-1985) où il est Chef de la Division de la bibliographie nationale rétrospective. En 1985, il devient professeur de droit canonique à l’Université Saint-Paul à Ottawa.
En plus de faire partie, voire de présider des comités, des groupes de travail, des regroupements et des associations nationales et internationales, d’agir en qualité d’expert-conseil en matière de droit canonique et d’avocat, défenseur, assesseur et juge dans différents tribunaux ecclésiastiques du Canada, Michel Thériault signe un nombre incalculable de textes spécialisés, est rédacteur en chef de plusieurs ouvrages, et codirige des projets de très grande envergure, notamment de nouvelles éditions du Code de droit canonique bilingue et annoté, dans les versions latin-anglais (1993) et latin-français (1999). De 1995 jusqu’à son décès en 2000, il dirige la revue canadienne de droit canonique Studia canonica. En 1999, il est élu président de la Société canadienne de droit canonique qui lui décerne la Mention de mérite Jean Thorn en droit canonique.

## Œuvres
- Les instituts de vie consacrée au Canada depuis les débuts de la Nouvelle-France jusqu'à aujourd'hui, Bibliothèque nationale du Canada, 1980, 295 p.  (ISBN 9780660504537)
  - The Institutes of Consecrated Life in Canada from the Beginning of New France Up to the Present, 1980, 295 p., National Library of Canada
- Unico Ecclesiae Servitio, 1991, 355 p.  (ISBN 9780919261259) avec Germain Lesage et Jean Thorn
- Code of Canon Law Annotated, Montréal : Wilson & Lafleur, 1993, 1631 p., avec Ernest Caparros et Jean Thorn
- Papal and Curial Pronouncements, Faculty of Canon Law Saint Paul University, 1995, 46 p.  (ISBN 9780919261389) avec Francis G. Morrisey
- Code de droit canonique bilingue et annoté, Montréal : Wilson & Lafleur, 1999, 1894 p.  (ISBN 9782891274609) avec Ernest Caparros
- Apostolic Constitution Pastor Bonus, Faculty of Canon Law, Saint Paul University, 2000, 80 p.  (ISBN 9780919261471) avec James H. Provost et Francis C. C. F. Kelly
- Canonical Glossary, 2000  (ISBN 9780919261488)
- Indices ad Corpus iuris canonici, Facultas Iuris Canonici Universitas Sancti Pauli, 2000, 497 p., avec Francis Germovnik